# مودوم
مودوم (به لاتین: Modum) یک شهرداری در نروژ است که در بوسکرود واقع شده‌است. مودوم ۵۱۵ کیلومتر مربع مساحت و ۱۲٬۵۹۴ نفر جمعیت دارد.

## نگارخانه

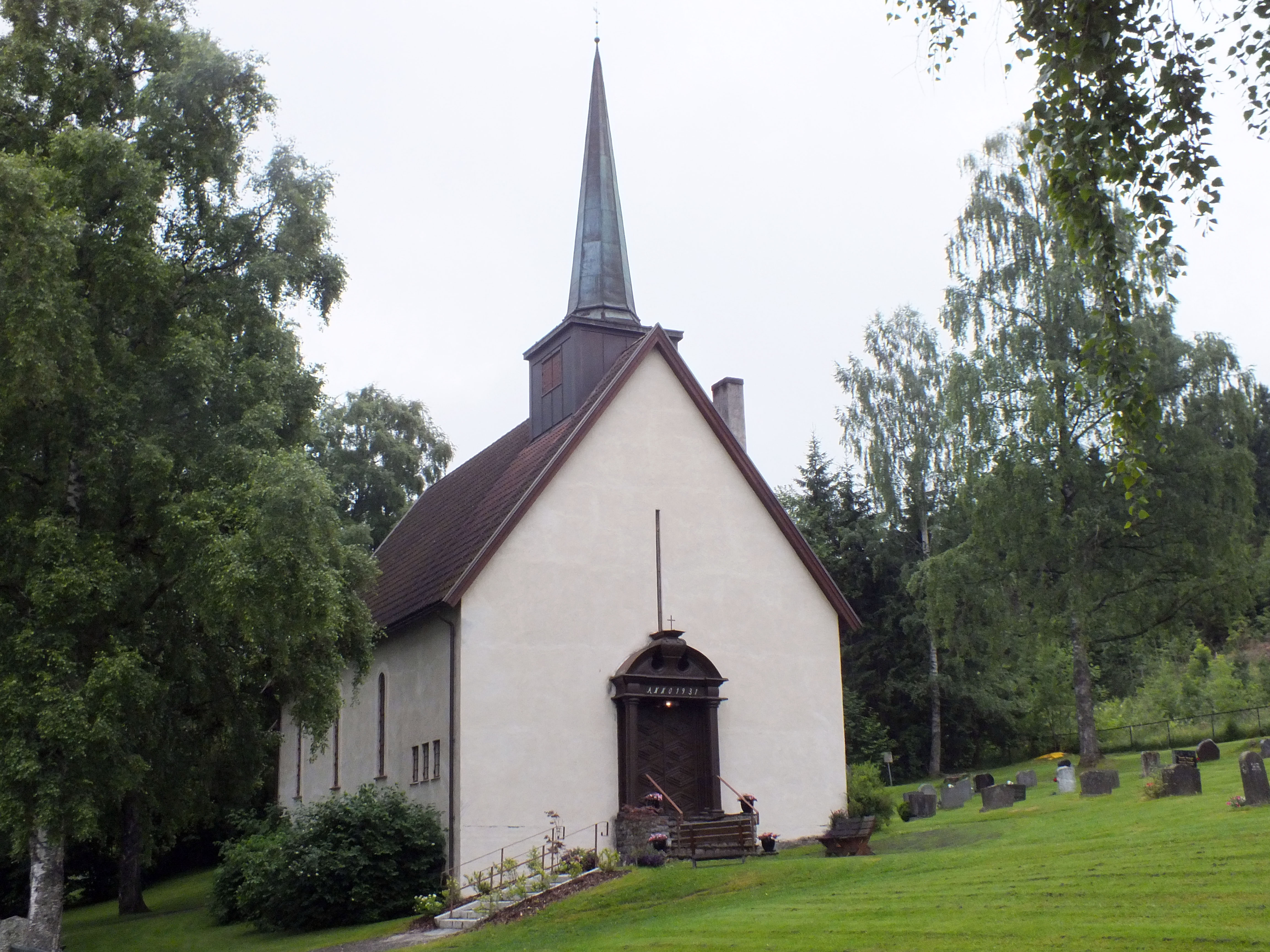
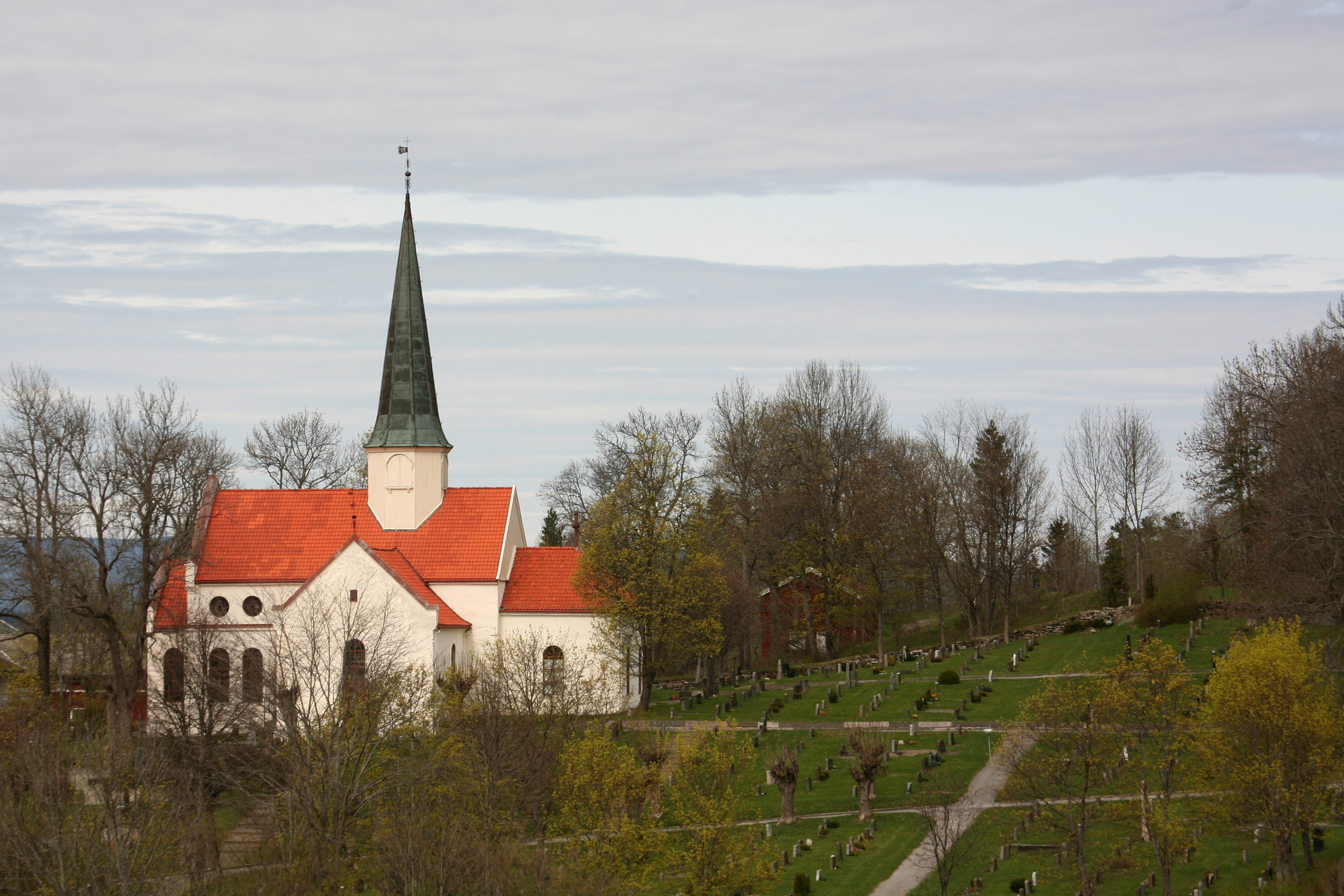
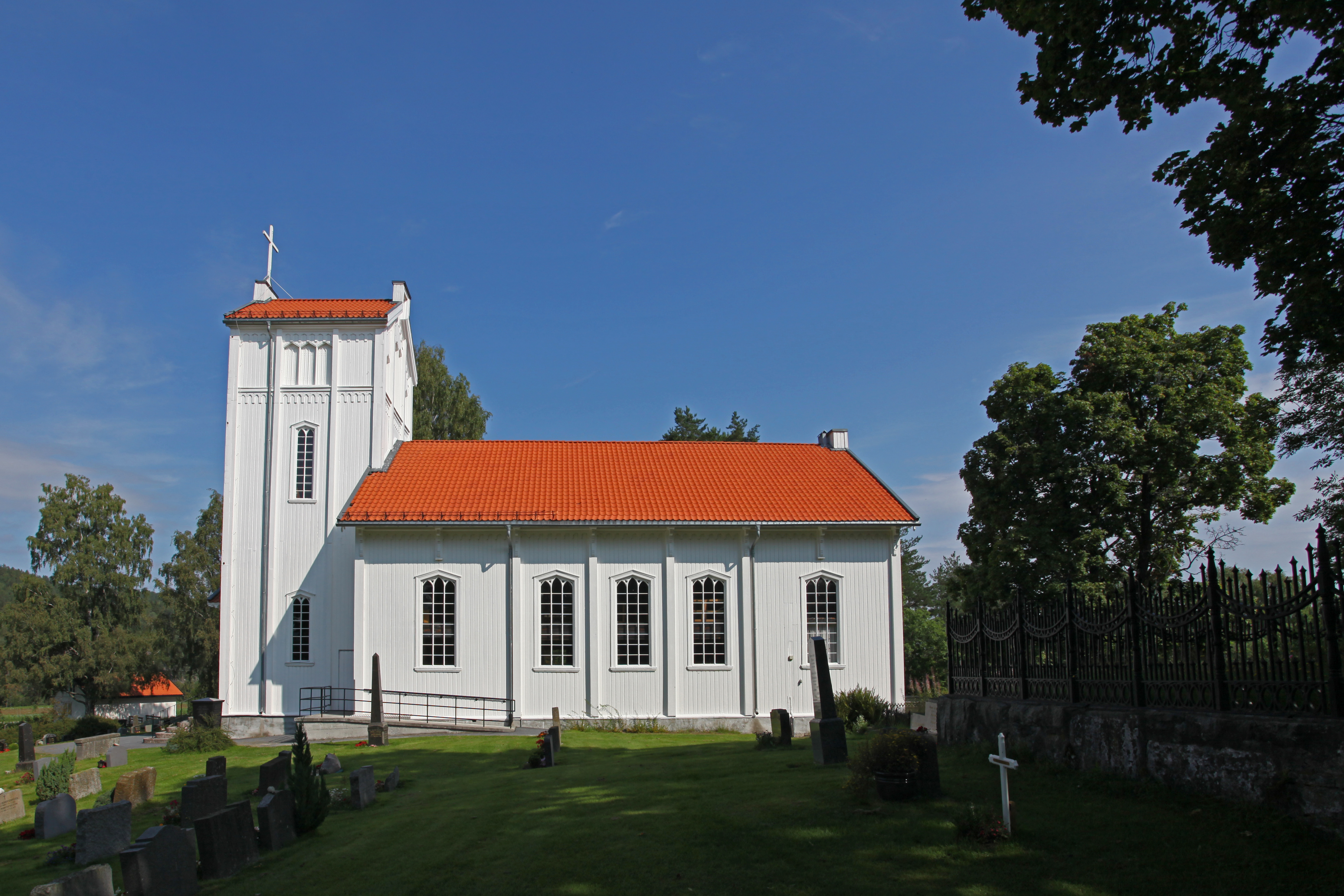
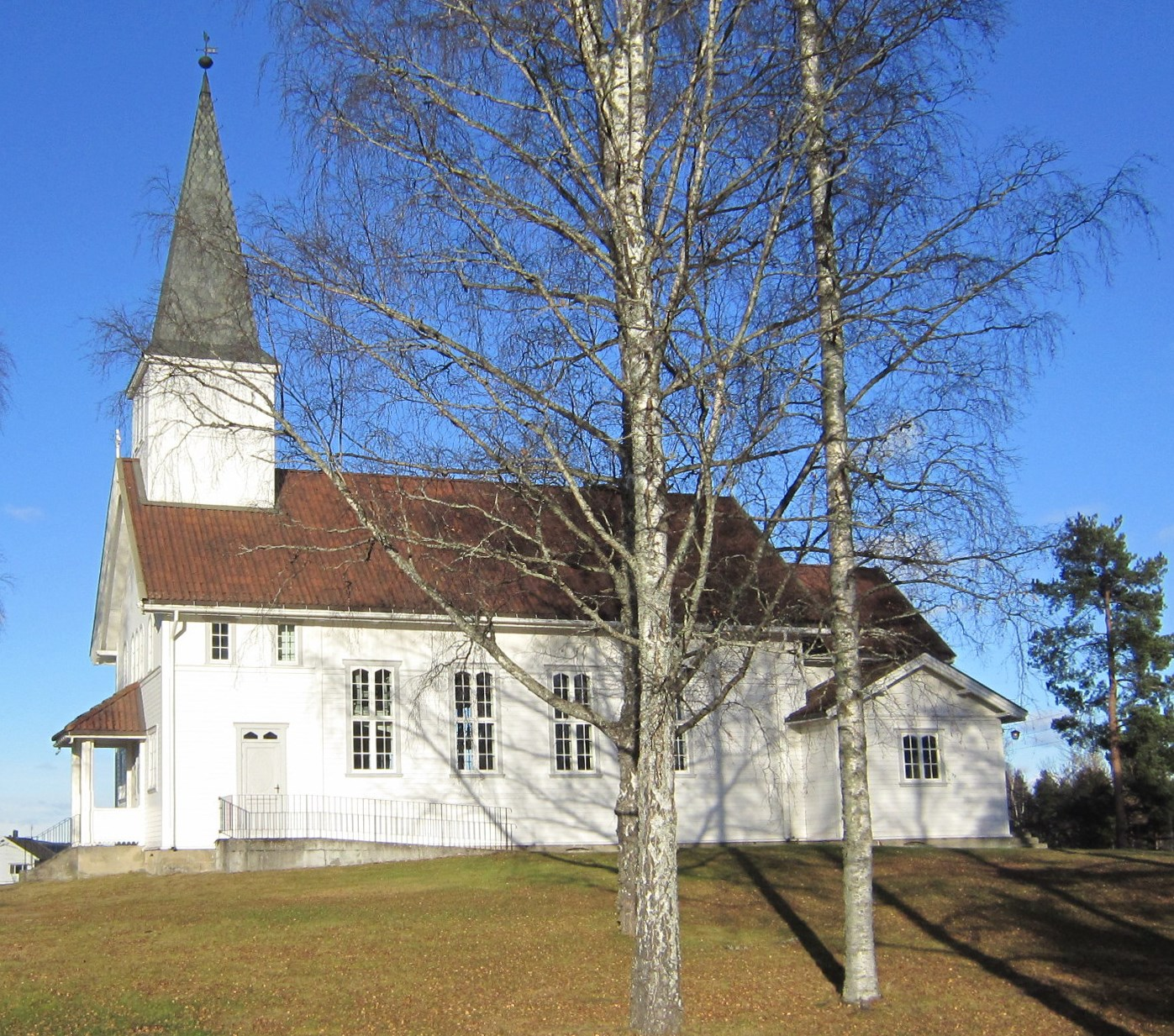
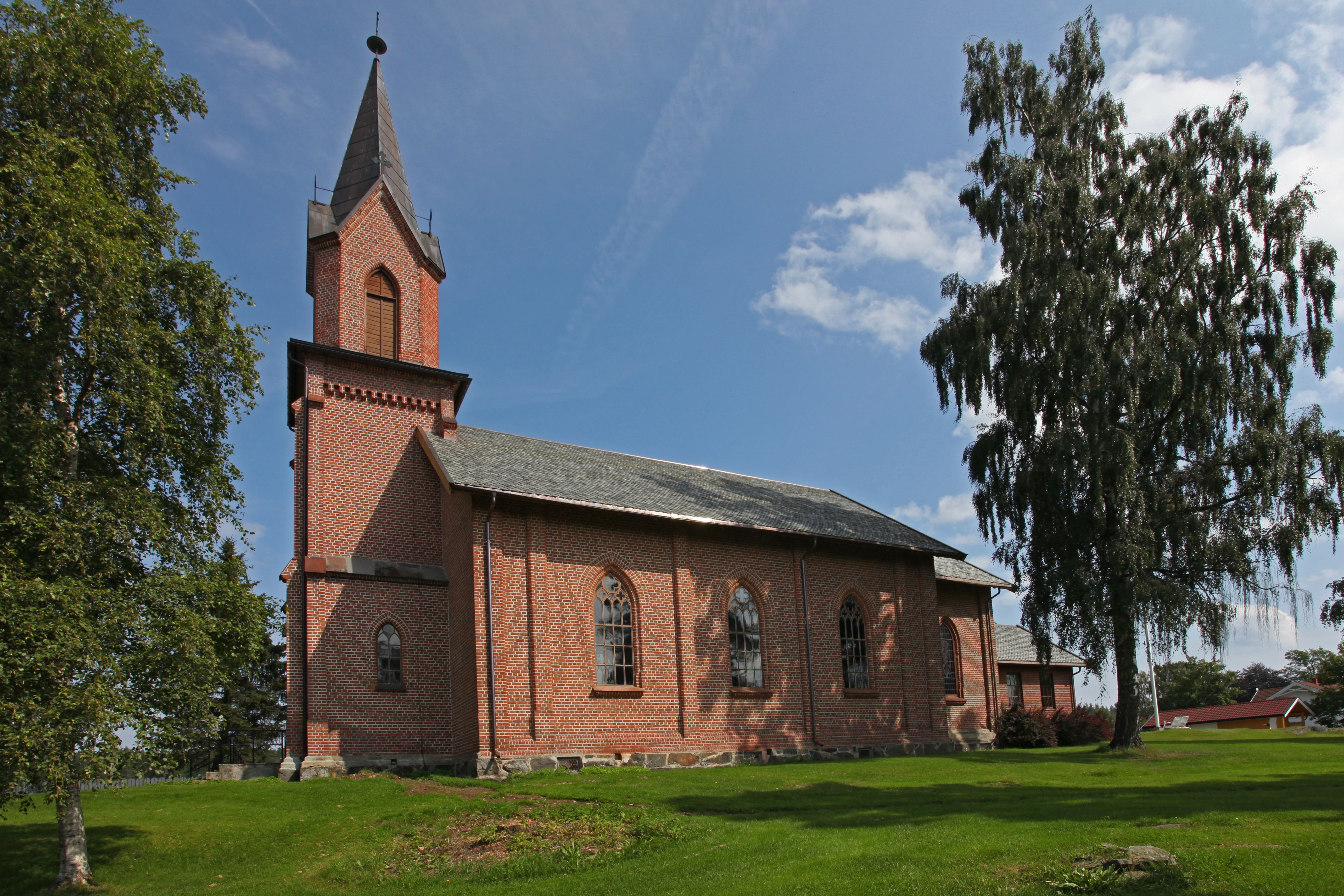
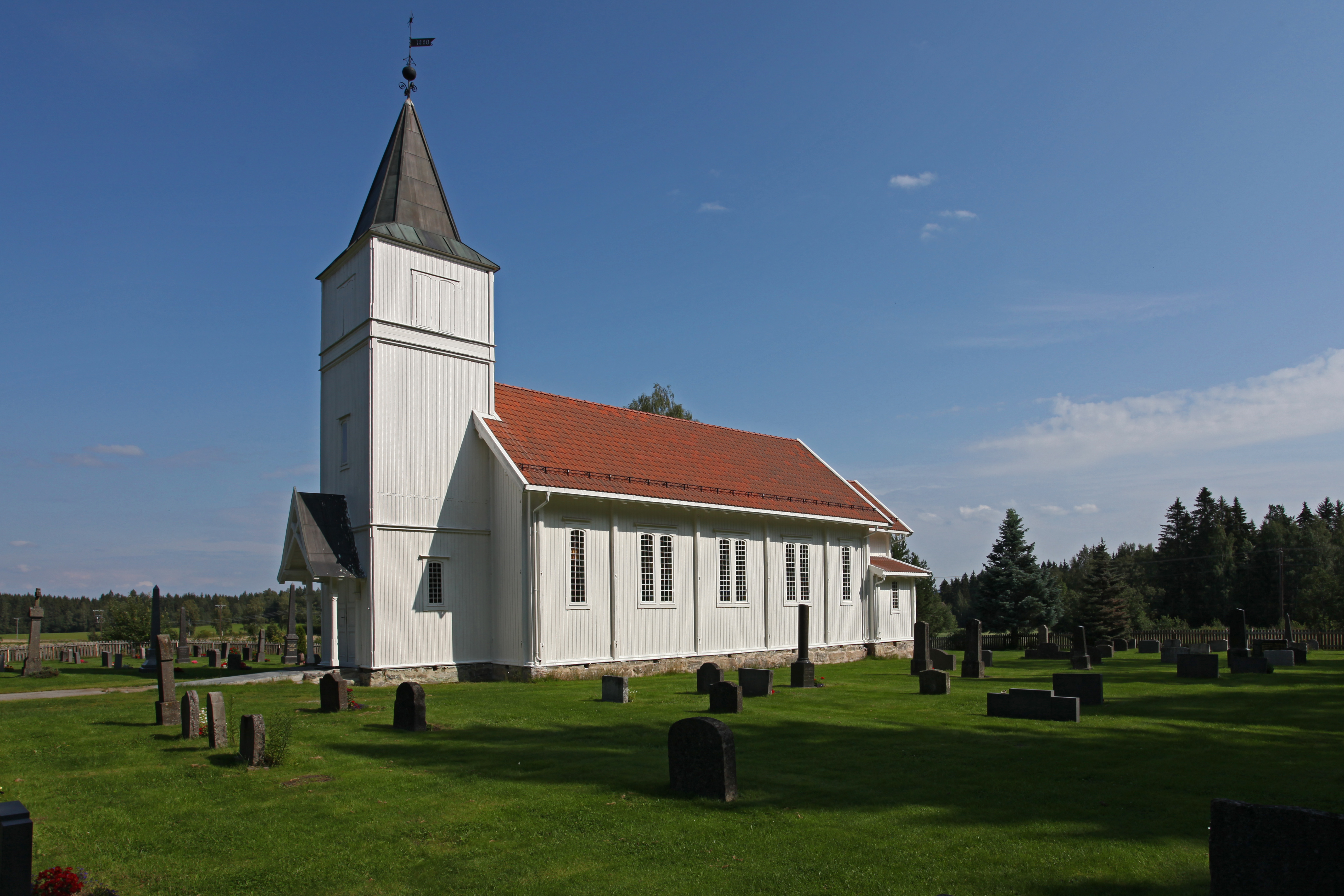